# Criptografía basada en emparejamientos
La criptografía basada en emparejamiento usa un emparejamiento de elementos de dos grupos criptográficos con un tercero {\displaystyle e:G_{1}\times G_{2}\to G_{T}} , para construir un sistema de criptografía. Si el mismo grupo es usado como los primeros dos grupos, la pareja es llamada simétrica y es un mapeo de dos elementos de un grupo con un elemento del segundo grupo. De esta forma, la pareja puede ser usada para reducir un problema difícil en un grupo, a un problema diferente, usualmente más fácil en el otro grupo.
Por ejemplo, en grupos provistos de mapeo bilineal como el emparejamiento Weil o el emparejamiento Tate, se cree que son prácticamente indescifrables las generalizaciones del problema computacional Diffie-Hellman, mientras que el simple problema decisional Diffie-Hellman puede ser resuelto fácilmente usando la función de emparejamiento. El primero grupo es conocido como el Grupo de Apertura por la supuesta diferencia en la dificultad entre estos dos problemas en el grupo.
Si bien se han utilizado por primera vez para el criptoanálisis, el emparejamiento ha sido empleado desde entonces para construir sistemas de criptografía para los cuales no se ha conocido otra implementación eficiente, como la criptografía basada en identidad o la criptografía basada en atributos.

## Criptoanálisis
En junio de 2012 el Instituto Nacional de Información y Tecnologías de Comunicación (NICT), la Universidad de Kyushu y los Laboratorios Fujitsu mejoraron el límite anterior para compilar exitosamente un logaritmo distinto en una supersingular curva elíptica de 676 bits a 93 bits.